# Slogo
Slogo is een bestuurslaag in het regentschap Sragen van de provincie Midden-Java, Indonesië. Slogo telt 2879 inwoners (volkstelling 2010).